# Luzuriaga marginata
Luzuriaga marginata  es una especie fanerógama perteneciente a la familia de las alstroemeriáceas. Se trata de un arbusto  rastrero endémico de la patagonia.

## Descripción
Es un arbusto rastrero o levemente erguido de hasta 25 cm de altura. Las láminas foliares de 6-22 x 2-7 mm, glaucas en el envés. Los pedicelos de las hojas de 0,5 cm. Las flores son blancas; con tépalos de 10-16 x 5-9 mm. El fruto es una baya de 7-10 mm de diámetro. Las semillas se presnetan de 2 a 3 por lóculo.

## Distribución geográfica y hábitat
Es nativa de la patagonia argentina  y chilena, en zonas húmedas y sombrías en el piso del
bosque de Nothofagus, entre 0-400 m s. n. m.

## Taxonomía
Luzuriaga marginata fue descrita por (Gaertn.) Benth.  & Hook.f. y publicado en Genera Plantarum 3(2): 768. 1883.
Sinonimia
- Callixene magellanica Raeusch.
- Callixene marginata (Gaertn.) Lam.
- Callixene marginata Juss.
- Enargea marginata Gaertn.[3]